# Omaloplia ottomana
Omaloplia ottomana är en skalbaggsart som beskrevs av Baraud 1965. Omaloplia ottomana ingår i släktet Omaloplia och familjen Melolonthidae. Inga underarter finns listade i Catalogue of Life.